# Eisenerzmine Simandou
Die Eisenerzmine Simandou ist ein 1996 bis 2002 entdecktes riesiges Eisenerzvorkommen im Südosten des westafrikanischen Staates Guinea. Sie liegt in den von Nord nach Süd verlaufenden Hügelketten von Simandou, die sich in den Regionen Kankan in Oberguinea und Nzérékoré in Waldguinea befinden. Die Mine gehört zum Schutzgebiet des bedrohten Guineawaldes, sie umfasst schätzungsweise 2,8 Milliarden Tonnen abbaubares Eisenerz, das bislang noch nicht kommerziell ausgebeutet wurde. Es bestehen jedoch konkrete Pläne und Vorbereitungen zum professionellen Abbau dieses hochwertigen Erzes im Tagbau, das ungefähr 66 % Eisengehalt aufweist.

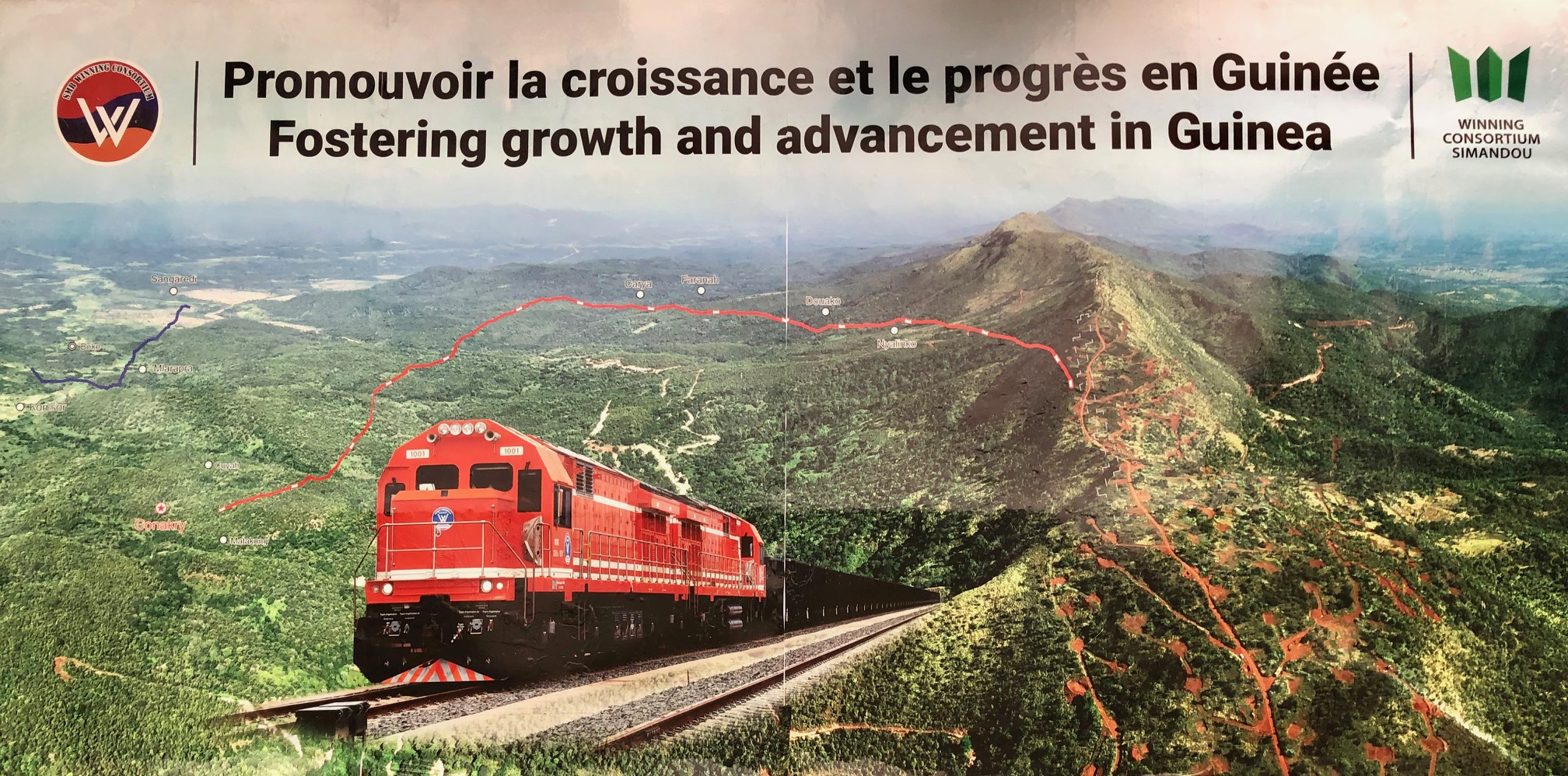
Werbetafel für Projekt Simandou in Conakry (2024)

## Geographie
Die Hügelketten Simandou liegen östlich von Kérouané und westlich von Beyla, sie beginnen in der südlichen Kankan-Region und enden in der nördlichen Nzérékoré-Region. Sie sind 110 Kilometer lang und nur wenige Kilometer breit und umfassen eine Fläche von etwa 1.500 km². Der höchste Punkt liegt im Süden mit dem Pic de Fon (1658 m), in der Mitte befindet sich der Pic de Tibé (1504 m) und im Norden ist etwas tiefer der Pic de Going (1431 m).

## Geschichte des Minenprojekts
Die größten Eisenlagerstätten liegen unweit des Dorfes Moribadou am Pic de Fon und in Ouéléba, sie sind nur vier Kilometer voneinander entfernt und haben eine Länge von ungefähr 7,5 km und sind bis zu 1 km breit. Die Eisenschichten sind hier aus metamorphisierten Itabiriten, reichend bis zur Staurolith-Fazies.
Es wurde geschätzt, dass etwa 2,5 Milliarden Tonnen hochwertiges Eisenerz im Tagbau abgebaut werden kann. Simandou hat das Potenzial zum größten Eisenerzbergwerk Afrikas zu werden. Denn in seinem Boden liegen ungefähr 2,8 Milliarden Tonnen Erz mit einem Eisengehalt von 65,3 bis 66,4 %. Dazu kommen Mineralien wie 1,0 % Siliziumoxid, 1,2 % Aluminiumoxid und wahrscheinlich auch etwas Gold, das im Eisen enthalten ist. Nach einer Studie unter Leitung der Rio Tinto Group wird damit gerechnet, dass ungefähr 120 Millionen Tonnen Eisen pro Jahr abgebaut werden könnten, die ein Volumen von etwa 18 Millionen Kubikmeter aufweisen und bis zu 45.000 Arbeitsplätze schaffen würden. Um das Eisen überhaupt abbauen, abtransportieren und nutzen zu können, muss aber zuerst eine 650 Kilometer lange Eisenbahnlinie durch Guinea an die Atlantikküste mit einem Tiefseehafen bei Matakong in der Präfektur Forécariah erstellt werden, was ungefähr Vorinvestionen von 11 bis 12 Milliarden US-Dollars beanspruchen wird. Die Höhe dieser Investitionen variierte, je nach Einschätzung, beträchtlich; die beteiligte Firma Rio Tinto bezifferte sie im Dezember 2023 auf 11,6 Milliarden US-Dollars.
Von 2006 bis 2012 soll Benny Steinmetz über den französischen Geschäftsmann Frédéric Cilins Mamadie Touré, der vierten Frau des damaligen guineischen Staatspräsidenten Lansana Conté, 10 Millionen US-Dollar gezahlt haben, um so besser an die Abbaurechte von Simandou gelangen zu können. 2008 wurde Rio Tinto Group, der Lizenznehmer der Simandou-Konzession, von der guineischen Regierung unter Lansana Conté aufgefordert, die nördliche Hälfte, die Bereiche eins und zwei von insgesamt vier Teilen, an die Firma Beny Steinmetz Group Resources (BSGR) abzutreten, das von dem israelischen Diamantenhändler Beny Steinmetz gegründet wurde. 2010 unterzeichneten Rio Tinto und die Aluminum Corporation of China (Chinalco) einen Vorvertrag zur Entwicklung des Eisenerzabbauprojekts. Im gleichen Jahr 2010 verkaufte BSGR 51 % seiner Anteile für 2,5 Milliarden US-Dollar an den brasilianischen Rohstoffkonzern Vale. 2011 zahlte die Rio Tinto Group 10,5 Millionen US-Dollar an François de Combret, einem engen Berater des Präsidenten Alpha Condé, um die Abbaurechte behalten zu können. 2014 annullierte die guineische Regierung die Bergbaurechte von BSGR in Simandou, jedoch 2019 nach Vermittlungsbemühungen des ehemaligen französischen Präsidenten Nicolas Sarkozy einigten sich BSGR und der Staatspräsident Guineas, die gegenseitigen Korruptionsvorwürfe und das Schiedsgerichtsverfahren zurückzuziehen. Diese Vereinbarung führte dazu, dass die BSGR ihre Rechte an Simandou aufgab, aber einen beachtlichen Anteil an der kleineren Zogota-Erzlagerstätte, die südöstlich von Simandou liegt, behalten konnte. Diese Mine soll von der britischen Firma Niron Metals unter der Führung des konservativen Politikers Mick Davies erschlossen und abgebaut werden.
Wegen all dieser Rechtsstreitigkeiten um die Abbaurechte, auch wegen der Ebolafieber-Epidemie 2014 bis 2016 und der sinkenden Eisenpreise wurde das fertig ausgearbeitete Abbauprojekt 2016 auf Eis gelegt und erst 2019 wieder aufgenommen. 2020 wurde mit dem internationalen Konsortium SMB-Winning eine neue Vereinbarung getroffen. An diesem Grossprojekt sind finanziell der Staat Guinea (7,5–15 %), Aluminum Corporation of China (Chinaclo 39,95–41,3 %), Rio Tinto (44,5–46,57 %, je nach Quelle) und der Weltbank International Finance Corporation (4,625 %) beteiligt (Stand 2021). Das Projekt wurde vom Staat Guinea ursprünglich in vier Abbaublöcke aufgeteilt. Es ist nun vorgesehen, dass SMB-Winning Consortium Simandou (WCS) die nördlichen Blöcke 1 und 2 (Stand November 2019), Rio Tinto Simfer (SIMFER S.A. bestehend aus Rio Tinto, Chalco Iron Ore Holdings (CIOH) und dem Staat Guinea) die südlichen Blöcke 3 und 4 entwickeln und ausbeuten wird (Stand Januar 2023). Rio Tinto hat versprochen, auf soziale und umweltschützerische Aspekte acht zu geben und hat bereits von 2016 bis 2020 Gelder in der Höhe von etwa 2 Millionen US-Dollars in gemeinschaftliche Entwicklungsprojekte in Guinea gesteckt.
Ein Sprecher des chinesischen Außenministeriums setzte sich im September 2021 für die Freilassung des soeben gestürzten Präsidenten Alpha Condé ein, um die geplanten Infrastruktur- und Abbauprojekte nicht zu gefährden und bald realisieren zu können. Denn besonders China ist daran interessiert, die Abhängigkeit vom australischen Eisenerz zu reduzieren und durch guineisches zu ersetzen. Die Planung und Realisierung der notwendigen Infrastrukturen ist trotz Unterbruch wegen Verhandlungen im Jahr 2022 so weit fortgeschritten, dass die Bauarbeiten voraussichtlich Ende des Jahres 2024 fertiggestellt sein werden und im Jahr 2025 oder 2026 bereits 60 Millionen Tonnen Eisenerz pro Jahr abgebaut, mit der Eisenbahn transportiert und im Hafen an der Atlantikküste verschifft werden kann. Im Jahr 2023 sind nebst dem Staat Guinea die Firmen Rio Tinto, Aluminium Corporation of China (Chinalco), China Baowu Steel (Baowu) und Winning Consortium Simandou (WCS) an den Arbeiten beteiligt.